# Basilika St. Louis

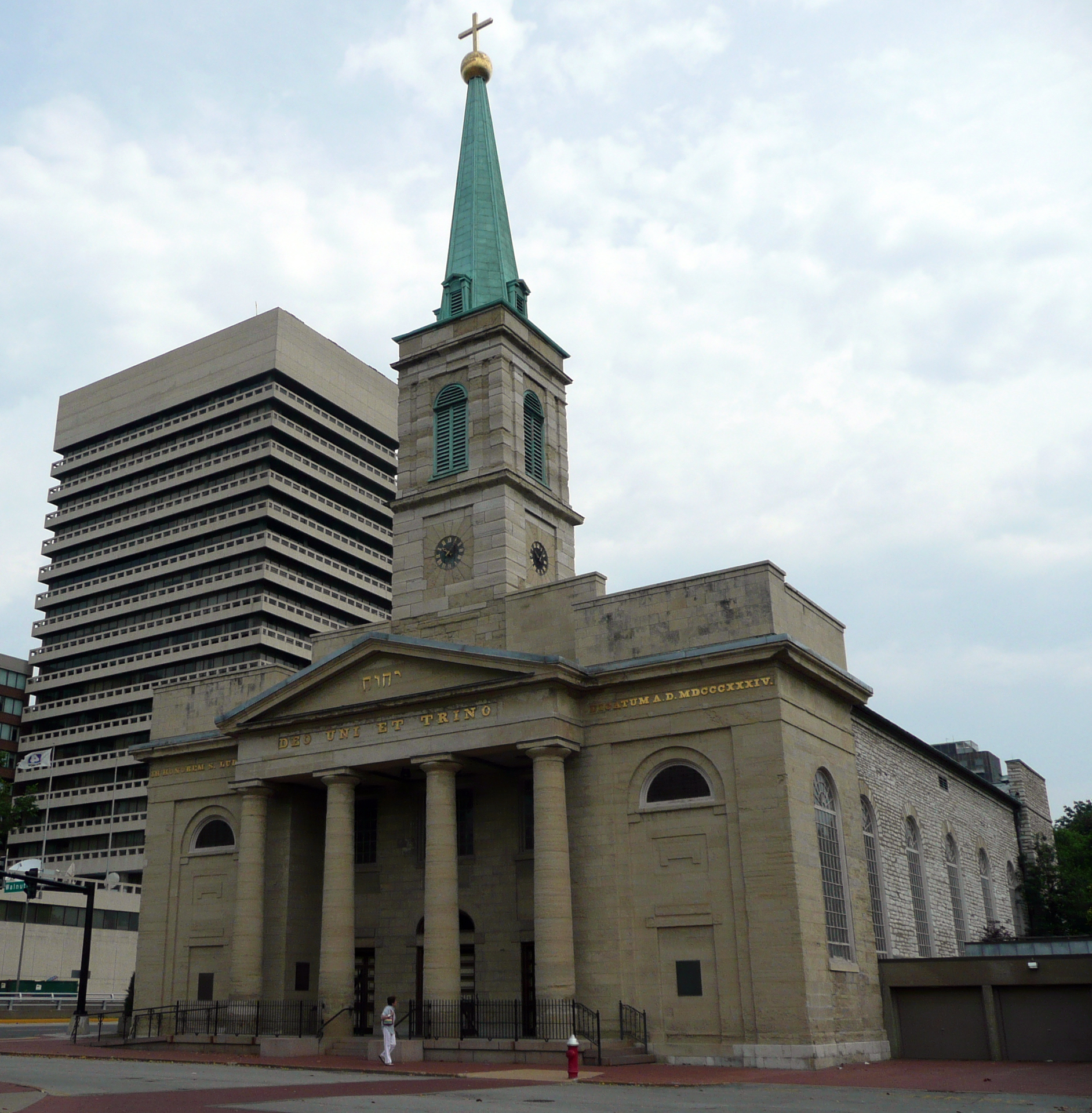
Eingangsfassade der Basilika

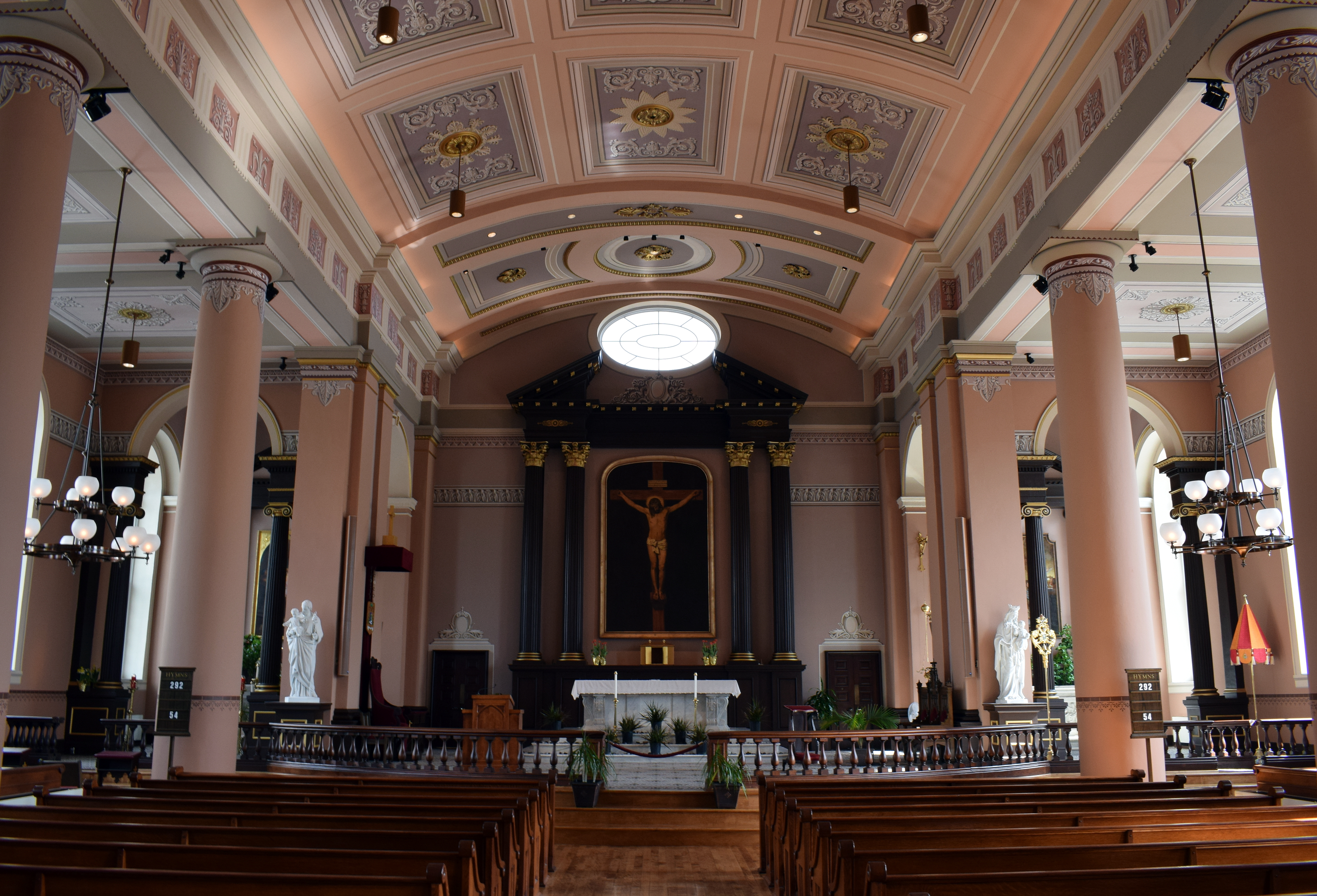
Innenraum mit Altar

Die Basilika St. Louis, König von Frankreich (englisch Basilica of St. Louis, King of France) ist eine römisch-katholische Kirche in St. Louis im US-Bundesstaat Missouri. Sie war die erste Kathedrale westlich des Mississippi, an dessen Ufer sie liegt. Die Basilica minor ist Ludwig dem Heiligen gewidmet, der auch Namenspatron der Stadt ist.

## Geschichte
Nach einer einfachen Kapelle 1766 wurde eine erste Holzkirche hier 1776 während der Zeit des französischen Kolonie Louisiana erbaut, als die Stadt Saint-Louis von den Franco-Louisiana-Mitbegründern Pierre Lacléde und René-Auguste Chouteau gegründet wurde. Bis 1811 gab es aber noch keinen festen Pfarrer. Mit Schaffung des Bistums Saint Louis wurde die Kirche zur Kathedrale erhoben. Der erste Bischof von St. Louis Joseph Rosati veranlasste 1831 an ihrer Stelle den Bau einer neuen Kathedrale. Oktober 1834 wurde die Kirche als Kathedrale von St. Louis geweiht. Bis 1845 blieb sie die einzige Pfarrkirche in St. Louis. Ihre Innenausstattung konnte 1853 vervollständigt werden.
Im Jahr 1914 wurde angesichts der Zunahme der städtischen Bevölkerung der Bau der heutigen Kathedralbasilika St. Louis fertiggestellt und der Bischofssitz dorthin verlegt.
Am 27. Juni 1961 verlieh Papst Johannes XXIII. der auch Old Cathedral genannten Kirche den Rang einer Basilica minor mit der Bezeichnung Basilika St. Louis, König von Frankreich. Die Basilika ist derzeit Pfarrkirche einer Personalpfarrei ohne umgrenzten Pfarrbezirk.

## Bauwerk
Die dreischiffige Kirche wurde unter der Leitung der Architekten Joseph Laveille und George Morton im klassizistischen Stil des Greek Revival errichtet. Sie wurde aus Kalkstein gebaut und ist 41 Meter lang, 26 Meter breit, der Turm ist 29 Meter hoch. Die Kirche ist bekannt für ihre Marmoraltäre, ein Gemälde des hl. Ludwig, die Dornenkrone verehrend, gespendet von Ludwig XVIII. von Frankreich, und eine Kopie des Gemäldes der Kreuzigung von Diego Velázquez, das seit der zweiten Hälfte des 20. Jahrhunderts als Altarblatt dient. 
Der Keller der Kirche zeigt eine Sammlung aus der Geschichte Erzdiözese Saint Louis, darunter eine Glocke, die der Kirche vom Gouverneur des Territoriums von Louisiana im frühen 19. Jahrhundert geschenkt wurde. Bischof Joseph Rosati, der den Bau der Kirche initiierte, wurde in einem Gewölbe unter dem Altarraum beigesetzt. 
Ausgehend von einem Beschluss aus dem Jahr 1933 wurde um die Kirche der heutige Gateway Arch National Park angelegt. Aufgrund der historischen Bedeutung der Kirche als Landmark of St. Louis blieb sie unberührt, während alle benachbarten Gebäude abgerissen wurden, um Platz für den Eingang zum 192 Meter hohen Torbogen zu schaffen.